# Domobranci
De Domobranci was een collaboratiebeweging in Zuid-Slovenië tijdens de Tweede Wereldoorlog. De los gestructureerde organisatie ontstond tijdens de Italiaanse bezetting van Slovenië, behalve in die delen die eerder aan Italië waren gekomen in het kader van het Pact van Londen (1918) en Verdrag van Rapallo (1920). De Domobranci was qua doelstelling vergelijkbaar met de Oostenrijkse Heimwehr.

## Ideologie

Vlag van de Domibranci.

Het ideologische karakter van de Domobranci werd bepaald door anti-communisme. De organisatie was in feite de uitdrukking van een vóór-oorlogs ideologisch conflict en had haar wortels in de agressieve politieke conflicten van de jaren dertig. In deze tijd radicaliseerde de Sloveense Volkspartij, die ideologisch aansluiting zocht bij de nieuwe Europese (semi)fascistische bewegingen in met name Oostenrijk en Portugal. Anderzijds radicaliseerde ook de communistische beweging, die in dezelfde tijd werd vervolgd door het Joegoslavische bewind. Deze scherpe politieke tweedeling in Slovenië deed zich voor in Centraal-Slovenië in en ten zuiden van Ljubljana, maar niet in Sloveens Stiermarken of het sinds 1918 tot Italië behorende West-Slovenië (Primorska).

## Oorlogsverloop
Tijdens de oorlog streden de Domobranci met de Italiaanse bezetter tegen het Sloveense Bevrijdingsfront, omdat de Sloveense partizanen als een groter kwaad dan de bezetter werden beschouwd.
Het begin van de Domobranci ligt in de zogenoemde witte gardisten, die zonder centrale organisatie lokaal streden tegen de partizanen. Deze witte gardisten werd in 1942 door de Italiaanse bezetter opgenomen in de in Italië al langer bestaande actieve anti-guerrillaformaties Milizia volontaria anticomunista (MVAC). Op 6 augustus 1942 gaf bevelhebber generaal Mario Robotti het bevel tot de oprichting van de MVAC in het deel van Slovenië dat was ingelijfd bij Italië onder de naam "Provincie Ljubljana". MVAC was geformeerd in doodseskaders (legije smrti), die in totaal ruim zesduizend manschappen telden. In september 1943 werd de MVAC grotendeels verslagen door de partizanen bij kasteel Turjak in Velike Lašče.
De troepen van MVAC werden, ondanks de militaire nederlaag bij Turjak, in september 1943 gecontinueerd toen de Italiaanse bezettingszone overging in een Duitse zone (1943). Op 24 september 1943 werd door de collaboratie besloten tot de oprichting van het Sloveense Landweer Legioen (Slovensko domobransko legijo), weldra (30 september 1943) door de Duitsers hernoemd tot Domobranci.
Het aantal manschappen steeg tot meer dan 13.500 in 1944.
Vanaf september 1943, met de aftocht van de Italianen en komst van de Duitsers, verhardden de fronten tussen de Domobranci en het Nationale Bevrijdingsfront. Tot die tijd had het Nationale Bevrijdingsfront open gestaan voor overlopers. Na deze tijd was dit nog maar weinig het geval.
Aan het eind van oorlog vluchtten vele actieve Domobranci naar het Oostenrijkse deel van Karinthië. Hier werden velen door de Britse geallieerden terug de grens over gestuurd. Onder regie van het nieuwe bewind in Joegoslavië werden enige duizenden van hen zonder proces geëxecuteerd. Van degenen die erin slaagden het land te ontvluchten, vertrok het overgrote deel naar Argentinië.

## Reflectie
Na de democratisering van Slovenië in de jaren tachtig en het verwerven van de onafhankelijkheid in 1991 heeft zich een proces van reflectie ingezet ten aanzien van de activiteiten en het tragische einde van de Domobranci. Dit proces is vooral gericht op het in orde brengen van begraafplaatsen en ophelderen van de omstandigheden van overlijden. De discussie omtrent de Domobranci heeft de consensus over de negatieve beoordeling van collaboratie per se bevestigd. Aanvankelijke verlangens tot rehabilitatie van de collaboratie bleken incidenteel en ontberen serieuze steun in de Sloveense maatschappij.